# Mocurka
Mocurka – polana na północnym zboczu Mogielicy w Beskidzie Wyspowym. Znajduje się około 2,5 km na północ od szczytu Mogielicy i około 0,5 km na południe od przysiółka Sarysz należącego do Chyszówek w województwie małopolskim, w powiecie limanowskim, w gminie Dobra.

## Charakterystyka
Niewielka polana zajmująca dolny fragment północnego zbocza Mogielicy w części grzbietowej i dwa jego stoki na poziomie 770 – 810 m n.p.m. rozciąga się na kierunku południe-północ. Otoczona jest od wschodu, zachodu i południa lasem. Polana powstała sztucznie w XIV-XV w. w wyniku wycięcia i wypalenia lasu (tzw. cyrhlenia) na grzbietach wzniesień na potrzeby górskich pastwisk dla bydła i owiec lub łąk kośnych, przez Wołochów, którzy zaprowadzili w Karpatach pasterstwo na szczytach gór. Pod koniec XIX w., gdy wsie w Galicji były skrajnie przeludnione i brakowało ziemi pod uprawę, część polany wykorzystano pod uprawy rolnicze. Ze względu na jałową glebę i surowy na tej wysokości klimat po pewnym czasie zaniechano upraw. Do dzisiaj w niektórych miejscach polany widoczne są ślady zagonów. Przed wojną polana była intensywnie wypasana i częściowo koszona. Pasterstwo utrzymywało się jeszcze przez jakiś czas po II wojnie światowej. Na obrzeżu polany, po wschodniej stronie znajdują się źródła dopływów Czarnej Rzeki. Polana jest jednym z wielu charakterystycznych elementów w sylwetce Mogielicy, który rozpoznawany jest z dużych odległości. Na polanie przy kępie drzew stoi drewniany szałas pasterski. Porost trawy jest tu słaby, dominuje bliźniczka psia trawka – gatunek charakterystyczny dla gleb suchych i bardzo jałowych, z rolniczego punktu widzenia nieużyteczny. Roślinność porastająca polanę, wykształciła szereg przystosowań do życia w warunkach górskiego surowego klimatu. Wczesną wiosną na polanie zakwita śnieżyczka przebiśnieg, jesienią kępami kwitnie goryczka trojeściowa. Od czasu zaprzestania użytkowania polany zachodzi zjawisko sukcesji ekologicznej – polegającej na stopniowym zarastaniu polany i zmieniającymi się zespołami roślinności, ostatecznym efektem którego jest las.
Nazwa polany pochodzi od topograficznej cechy terenu, który przy strefie źródliskowej jest podmokły. Mocurka określa teren podmokły. Jest jedną z nielicznych w Beskidzie Wyspowym, na której znajduje się szałas pasterski. Z przysiółka Sarysz prowadzi na nią dość dobra droga gruntowa.

## Turystyka
Przez polanę prowadzi szlak turystyczny
 z Dobrej przez Łopień i Przełęcz Rydza-Śmigłego na Mogielicę (4:45 godz., ↓ 4 godz.)